# Nabis americanus
Nabis americanus är en insektsart som beskrevs av Adolf Remane 1964. Nabis americanus ingår i släktet Nabis och familjen fältrovskinnbaggar. Inga underarter finns listade i Catalogue of Life.